# Hugo Ortiz de Filippi
Hugo Ortiz de Filippi (Santiago, 24 de junio de 1937), es un abogado y político chileno.

## Biografía
Nació en Santiago de Chile, el 24 de junio de 1937. Sus padres fueron Miguel Ángel Ortiz Vásquez y María Teresa de Filippi de Ortiz.
Realizó los estudios primarios y secundarios en el Liceo Manuel Barros Borgoño. Al finalizar su etapa escolar, ingresó a la Facultad de Derecho de la Universidad de Chile, titulándose de abogado en 1968, con la tesis: "Análisis del régimen jurídico-laboral de los trabajadores de temporada". Juró como abogado ante la Corte Suprema de Justicia, el 13 de octubre de 1970.
Ha ejercido como abogado en forma independiente, y fue profesor de Derecho del trabajo de la Universidad Nacional Andrés Bello.
En 1988 fue designado abogado integrante de la Corte de Apelaciones de Santiago, hasta 1989.

### Matrimonios e hijos
De su primer matrimonio tiene dos hijos. Posteriormente se casó con Ada Gajardo Pérez, ministra de la Corte de Apelaciones de Valdivia, quién fallecería el 10 de agosto de 2011.

## Carrera política
Sus actividades políticas comenzaron cuando asumió la directiva del Centro de Alumnos de su Liceo, durante cinco años. Luego fue elegido representante de Chile ante el Octavo Congreso Mundial de Estudiantes Universitarios, celebrado en Praga, Checoslovaquia.
En 1969 fue elegido presidente nacional de la Juventud del Partido Nacional. Ese mismo año postuló como candidato a la presidencia de la Federación de Estudiantes de la Universidad de Chile, FECH, y fue elegido vocal.
En 1971 se incorporó al Partido Nacional, donde fue miembro de su Comisión Política; como representante de su partido, participó en la campaña presidencial de Jorge Alessandri Rodríguez.
Entre 1970 y 1973 se radicó en la provincia de Aysén, donde desarrolló múltiples acciones legales en favor de los campesinos, comerciantes y transportistas. En 1972 fue uno de los colaboradores del paro de camioneros en esa zona.
En 1973 se presentó como candidato a diputado por Aysén, período 1973-1977, pero no resultó elegido.
En 1989 se presentó como candidato a senador, en representación de Renovación Nacional, por la Decimoctava Circunscripción Senatorial, XI Región, período 1990-1994; y resultó elegido. Integró la Comisión Permanente de Trabajo y Previsión Social; y la de Medio Ambiente y Bienes Nacionales. Período senatorial según el artículo 45, inciso segundo de la Constitución Política de la República y el artículo 16 transitorio de la ley N°18.700, Orgánica Constitucional de Votaciones Populares y Escrutinios, con el objeto de regularizar la elección del Senado por parcialidades, en este período hubo senadores elegidos por 4 años, correspondientes a la Primera, Tercera, Quinta, Sexta, Décima, Undécima, Decimocuarta, Decimoquinta y Decimoctava Circunscripción Senatorial y las otras, por 8 años: la Segunda, Cuarta, Séptima, Octava, Novena, Duodécima y Décima Tercera Circunscripción Senatorial.
En 1993 se presentó nuevamente como candidato a senador, por la misma Circunscripción Senatorial, período 1994-2002, pero no resultó elegido. Posteriormente renunció a Renovación Nacional en 2005.
Se presentó como candidato independiente en cupo UDI al Consejo Regional por la circunscripción provincial de Valdivia en las primeras elecciones de consejeros regionales de 2013, resultando electo para el periodo 2014-2018. En 2014 los Consejeros Regionales de la Nueva Mayoría y la Alianza acordaron compartir la Presidencia del CORE en Los Ríos, eligiendo a Ortiz de Filippi para ocupar el cargo a contar del año siguiente. Asumió dicha responsabilidad el 11 de marzo de 2015, por el periodo de un año. Ortiz también se integró al Partido Regionalista Independiente, asumiendo como presidente regional y representando además a dicha colectividad durante las reuniones con la UDI, RN y Evopoli para formar una nueva coalición, donde expuso sobre el tema de la regionalización. Con el lanzamiento de la coalición Chile Vamos en diciembre de 2015, Ortiz pasó a formar parte de su consejo político.
En 2017 buscó la reelección como CORE, pero quedó fuera al ser superado por su compañero de partido Juan Carlos Farias.
El 17 de noviembre de 2018 fue elegido presidente del Partido Regionalista Independiente Demócrata por 42 votos contra 26 que recibió Eduardo Salas. El 10 de diciembre de 2019 fue nombrado como Seremi del Trabajo de la Región de Los Ríos, cargo que lo obligó a dejar la presidencia del PRI para el consejo general realizado el día 14 del mismo mes.

## Historia electoral

### Elecciones parlamentarias de 1973
| Candidato                                 | Partido                    | Votos  | %      | Resultado |
| ----------------------------------------- | -------------------------- | ------ | ------ | --------- |
| A. Confederación de la Democracia         |                            |        |        |           |
| Hugo Ortiz de Filippi                     | PN                         | 4103   | 23,08% |           |
| Baldemar Carrasco Muñoz                   | PDC                        | 6322   | 35,57% | Diputado  |
| Votos de Lista                            | CODE                       | 54     | 0,30%  |           |
| B. Unidad Popular                         |                            |        |        |           |
| Leopoldo Ortega Rodríguez                 | PCCh                       | 2894   | 16,28% |           |
| Sergio Anfossi Muñoz                      | PS                         | 3963   | 22,30% | Diputado  |
| Votos de Lista                            | UP                         | 51     | 0,29%  |           |
| C. Unión Socialista Popular               |                            |        |        |           |
| Héctor Cortés Castro                      | USOPO                      | 386    | 2,17%  |           |
| Votos válidamente emitidos                | Votos válidamente emitidos | 17 773 | 98,24% |           |
| Votos nulos                               | Votos nulos                | 197    | 1,09%  |           |
| Votos en blanco                           | Votos en blanco            | 121    | 0,67%  |           |
| Total de votos emitidos                   | Total de votos emitidos    | 18 091 | 100,0% |           |
| Fuente: Dirección del Registro Electoral. |                            |        |        |           |

### Elecciones parlamentarias de 1989
- Elecciones parlamentarias de 1989 a Senador por Aisén[14]

| Candidato                    | Pacto                                      | Partido | Votos  | %     | Resultado |
| ---------------------------- | ------------------------------------------ | ------- | ------ | ----- | --------- |
| Hernán Vodanovic Schnake     | Concertación de Partidos por la Democracia | PPD     | 10.856 | 29,79 | Senador   |
| Hernán Valencia Gutiérrez    | Concertación de Partidos por la Democracia | PR      | 9.549  | 26,20 |           |
| Hugo Ortiz de Filippi        | Democracia y Progreso                      | RN      | 9.324  | 25,59 | Senador   |
| Pablo Galilea Mauret         | Democracia y Progreso                      | ILB     | 5.538  | 15,20 |           |
| José Ramón Molina Fuenzalida | Alianza de Centro                          | AN      | 697    | 1,91  |           |
| Guillermo Toro Albornoz      | Liberal-Socialista Chileno                 | PL      | 244    | 0,67  |           |
| Juan Antonio Torres Araya    | Liberal-Socialista Chileno                 | ILE     | 234    | 0,64  |           |

### Elecciones parlamentarias de 1993
- Elecciones parlamentarias de 1993 a Senador por la Cicunscripción 18, (Aysén)[15]

| Candidato                 | Pacto                                      | Partido | Votos  | %     | Resultado |
| ------------------------- | ------------------------------------------ | ------- | ------ | ----- | --------- |
| Antonio Horvath Kiss      | Unión por el Progreso de Chile             | ILB     | 11.544 | 29,69 | Senador   |
| Adolfo Zaldívar Larraín   | Concertación de Partidos por la Democracia | PDC     | 11.480 | 29,53 | Senador   |
| Hugo Ortiz de Filippi     | Unión por el Progreso de Chile             | RN      | 8.197  | 21,08 |           |
| Hernán Vodanovic Schnake  | Concertación de Partidos por la Democracia | PS      | 6.005  | 15,45 |           |
| Leopoldo Ortega Rodríguez | Alternativa Democrática de Izquierda       | PC      | 1.135  | 2,92  |           |
| Humberto Vera Albornoz    | Alternativa Democrática de Izquierda       | PC      | 518    | 1,33  |           |

### Elecciones de consejeros regionales de 2013
- Elecciones de consejero regional, por la circunscripción de Valdivia (Corral, Lanco, Los Lagos, Máfil, mariquina, Paillaco, Panguipulli y Valdivia)[16]

| Candidato                       | Pacto                       | Partido | Votos | %    | Resultados |
| ------------------------------- | --------------------------- | ------- | ----- | ---- | ---------- |
| Sergio Martínez Carvallo        | Nueva Mayoría para Chile    | PS      | 6742  | 6,62 | Consejero  |
| Luis Cuvertino Gómez            | Nueva Mayoría para Chile    | PS      | 5844  | 5,74 | Consejero  |
| Alejandro Kohler Vargas         | Nueva Mayoría para Chile    | PS      | 4784  | 4,69 |            |
| Hugo Ortiz de Filippi           | Alianza                     | ILI     | 4724  | 4,64 | Consejero  |
| Elías Sabat Aclech              | Alianza                     | RN      | 4318  | 4,24 | Consejero  |
| Marcos Cortez Muñoz             | Nueva Mayoría por Chile     | PRSD    | 4048  | 3,97 | Consejero  |
| Felipe Mena Villar              | Alianza                     | UDI     | 3741  | 3,67 | Consejero  |
| Juan Carlos Farías Silva        | Alianza                     | UDI     | 3678  | 3,61 |            |
| Arnoldo Toledo Aedo             | Alianza                     | RN      | 3607  | 3,54 |            |
| Juan Hoffmann Flanders          | Alianza                     | RN      | 3459  | 3,39 |            |
| Ángela Sabat Guzmán             | Alianza                     | UDI     | 3378  | 3,32 |            |
| Waldemar Zúñiga Ilabel          | Nueva Mayoría por Chile     | PPD     | 3210  | 3,15 | Consejero  |
| Arturo Norambuena Casas-Cordero | Nueva Mayoría para Chile    | PDC     | 3061  | 3,00 | Consejero  |
| Héctor Pacheco Rivera           | Nueva Mayoría para Chile    | ILK     | 2993  | 2,94 |            |
| Jorge Rivas Viloguron           | Nueva Mayoría por Chile     | PPD     | 2520  | 2,47 |            |
| Carlos Rodríguez Rodríguez      | PRI Movimiento Regionalista | ILD     | 2355  | 2,31 | Consejero  |
| Paola Peña Marín                | Nueva Mayoría por Chile     | PCCh    | 1814  | 1,78 |            |

### Elecciones parlamentarias de 2021
- Elecciones parlamentarias de 2021 a Diputado por el distrito 24 (Corral, Futrono, La Unión, Lago Ranco, Los Lagos, Máfil, Mariquina, Paillaco, Panguipulli, Río Bueno y Valdivia).[17]

| Candidato                     | Pacto                   | Partido | Votos  | %     | Resultado |
| ----------------------------- | ----------------------- | ------- | ------ | ----- | --------- |
| Marcos Ilabaca Cerda          | Nuevo Pacto Social      | PS      | 35 558 | 24.68 | Diputado  |
| Gastón von Mühlenbrock Zamora | Chile Podemos Más       | UDI     | 13 271 | 9.21  | Diputado  |
| Leandro Kunstmann Collado     | Frente Social Cristiano | PRCh    | 12 876 | 8.94  |           |
| Bernardo Berger Fett          | Chile Podemos Más       | IND-RN  | 11 154 | 7.74  | Diputado  |
| Patricio Rosas Barrientos     | Apruebo Dignidad        | IND-CS  | 6609   | 4.59  | Diputado  |
| Vanessa Huaiquimilla Pinochet | Apruebo Dignidad        | IND-RD  | 5919   | 4.11  |           |
| Paola Nahuelhual Catalán      | Apruebo Dignidad        | PCCh    | 5722   | 3.97  |           |
| Ninoska Gallardo Peralta      | Apruebo Dignidad        | CS      | 4039   | 2.80  |           |
| Daniela Asejo Garrido         | Nuevo Pacto Social      | IND-PPD | 4019   | 2.79  |           |
| Carlos Amtmann Moyano         | Nuevo Pacto Social      | PDC     | 3921   | 2.72  |           |
| Waleska Fehrmann Atero        | Chile Podemos Más       | PRI     | 3892   | 2.70  |           |
| Soledad Cuesta Vallejos       | Chile Podemos Más       | IND-RN  | 3366   | 2.34  |           |
| Tabina Manque Manque          | Partido de la Gente     | PDG     | 3151   | 2.19  |           |
| Hugo Ortiz de Filippi         | Chile Podemos Más       | PRI     | 2910   | 2.02  |           |
| María Paz Lagos Valdivieso    | Chile Podemos Más       | UDI     | 2897   | 2.01  |           |
| Ana María Bravo Castro        | Nuevo Pacto Social      | PS      | 1858   | 1.29  | Diputada  |